# Kanjō Effect
Kanjō Effect è il terzo album in studio del gruppo rock giapponese One Ok Rock, pubblicato il 12 novembre 2008.  Ha raggiunto il tredicesimo posto nella classifica oricon dove è rimasto per quattro settimane vendendo un totale di 22,000 copie.

## Tracce
1. Koi no Aibou Kokoro no Cupid (恋ノアイボウ心ノクピド) – 2:53
2. Doppelgänger (どっぺるゲンガー) – 3:40
3. Kaimu (皆無) – 3:39
4. 20 Years Old – 3:52
5. Living Dolls – 3:59
6. Break my Strings – 4:07
7. Sonzai Shōmei (存在証明) – 3:13
8. Convincing – 3:41
9. My Sweet Baby – 4:55
10. Reflection – 3:37
11. Viva Violent Fellow: Utsukushiki Moshpit (Viva Violent Fellow ～美しきモッシュピット～) – 3:35
12. Just (with "Bossa Nova" hidden track) – 11:14